# 체이스 안리
체이스 안리(일본어: チェイス・アンリ, 2004년 3월 24일~)는 일본의 축구 선수이다.

## 구단 경력
2022년 VfB 슈투트가르트에 입단하였다.

## 국가대표팀 경력
그는 2022년 AFC U-23 아시안컵에 참가할 일본 U-23 국가대표팀에 발탁되었다.
2023년 FIFA U-20 월드컵에 참가할 일본 U-20 국가대표팀에도 발탁되었으며, 3경기에 출전했다.